# Eupatorium altissimum
Espèce
Synonymes
- Eupatorium elatum Salisb.[1]
- Eupatorium floridanum Raf. ex Torr. & A.Gray[1]
- Eupatorium ramosum Mill.[1]
- Eupatorium saltuense Fern., non Agertina altissima (L.) King & H.E. Robins.[2]
- Eupatorium saltuense Fernald[1]
- Uncasia altissima (L.) Greene[1]

Eupatorium altissimum est une espèce de plantes à fleurs nord-américaine de la famille des Asteracées.

## Liste des variétés
Selon Tropicos (12 novembre 2018) :
- variété Eupatorium altissimum × hyssopifolium